# スタフカ
スタフカ（ウクライナ語、ロシア語: Ставка スターフカ、英語: Stavka）は、ロシア帝国末およびソビエト連邦における軍総司令部（大本営）である。西欧の文献では、頭文字のように、しばしば STAVKA と大文字で表記されている。この用語は、所在地に対してと同じように、その幕僚に対して適用される場合がある。

## 第一次世界大戦時のロシア・スタフカ

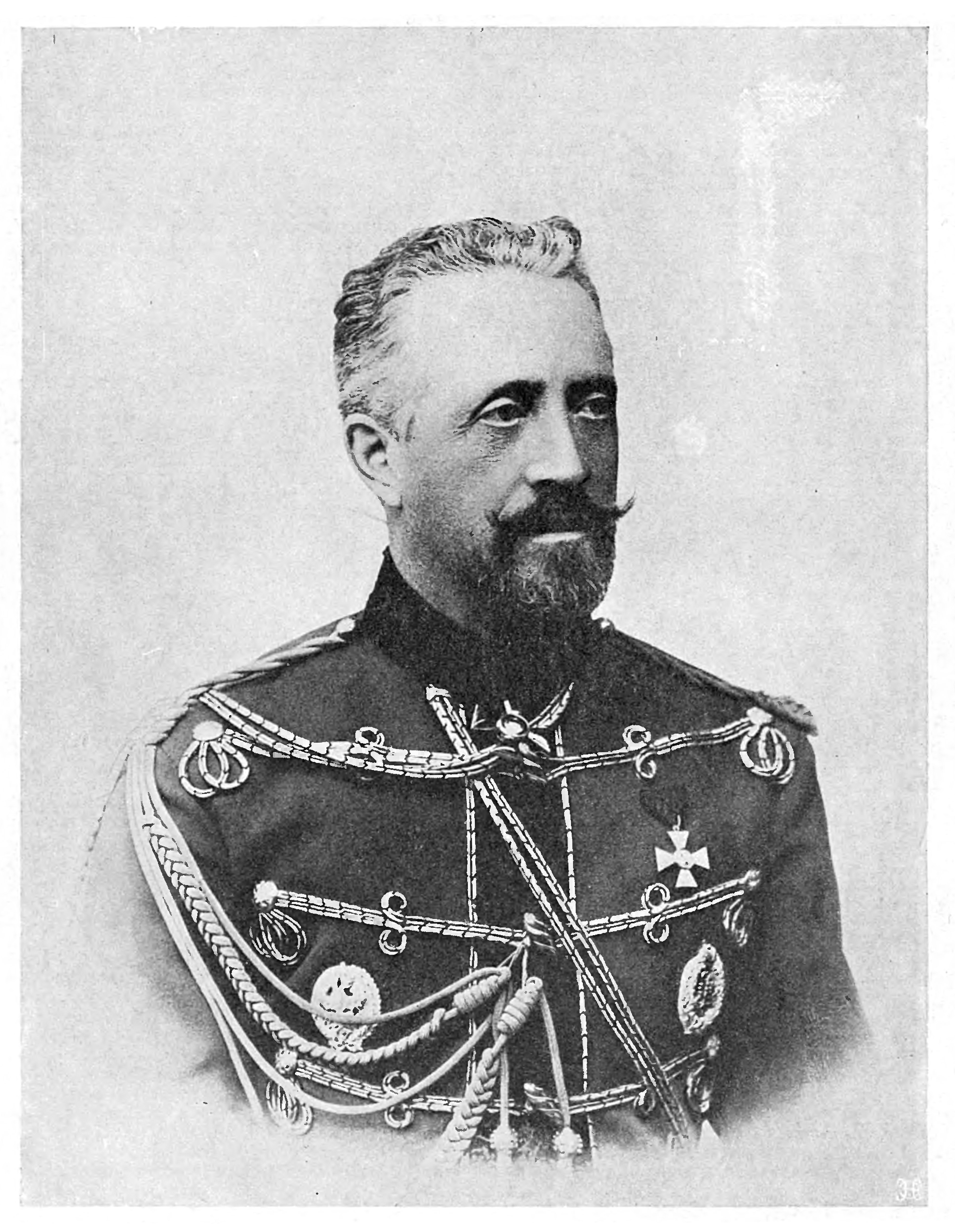
総司令官ニコライ大公

第一次世界大戦初期におけるロシア帝国軍最高総司令官は、皇帝ニコライ1世の孫、ニコライ・ニコラーエヴィチ大公であった。彼は1914年8月の土壇場に任命され、戦争開始当初に使用された軍事作戦の立案には関わっていなかった。彼は有能であり、才気にあふれていた。1915年の夏、グリゴリー・ラスプーチンは大公を追い出すよう画策し、その結果皇帝ニコライ2世が直接指揮するようになった。しかし、彼は完全に無能であった。
スタフカ本営は当初、ベラルーシの（後にポーランドの）町・バラナヴィチに設置された。ドイツ軍が侵攻した後の1915年、スタフカはベラルーシのマヒリョウに移された。
1917年の2月（3月）革命後も参謀総長ミハイル・アレクセーエフを事実上の長としてスタフカは維持され、5月には1916年の南西戦線の英雄アレクセイ・ブルシーロフが最高総司令官に就任。いわゆる「ケレンスキー攻勢」を担った。しかしブルシーロフは7月のドイツ軍反攻を受けて更迭され、代わってラーヴル・コルニーロフが就任した。8月、コルニーロフは臨時政府に対して反乱を起こして罷免され、大臣会議議長アレクサンドル・ケレンスキー自らが最高総司令官を兼任した。10月（11月）革命でケレンスキーが逃亡すると参謀総長ニコライ・ドゥホーニンが最高総司令官代行となるが、臨時労農政府＝人民委員会議から出された停戦命令を無視したため罷免され、陸海軍人民委員ニコライ・クリレンコが兼任し、停戦を迎えた。

## 第二次世界大戦時のソビエト・スタフカ
第二次世界大戦（大祖国戦争）時の赤軍スタフカ、もしくは赤軍総司令部（Ставка Главного Командования）は、政府首班およびソ連共産党指導者としての両資格の下、ヨシフ・スターリンによって署名された極秘指令により、1941年6月23日に創設された。この指令に従いスタフカは、国防人民委員セミョーン・チモシェンコ元帥が議長を務め、参謀総長ゲオルギー・ジューコフ、スターリン、ヴャチェスラフ・モロトフ、クリメント・ヴォロシーロフ元帥、セミョーン・ブジョーンヌイ元帥、海軍人民委員ニコライ・クズネツォフ提督をもって構成された。
また同じ指令によりスタフカ内にスタフカ常設顧問団が組織され、クリーク、シャポシニコフ元帥、キリル・メレツコフ、空軍司令官ジガーレフ、ヴァトゥーチン、防空軍司令官ヴォロノフ、ミコヤン、カガノーヴィチ、ラヴレンチー・ベリヤ、ヴォズネセンスキー、ジダーノフ、マレンコフ、メフリスの同志らで構成された。
直後に、国防人民委員代理メレツコフは、ベリヤとフセヴォロド・メルクーロフにより、冤罪で逮捕された。その後メレツコフは、1941年9月、第1週の終りに刑務所から釈放され、同日スターリンに呼び出された。
ソ連軍総司令部は、1941年7月10日にソ連軍最高司令部（Ставка Верховного Командования）に再編され、スターリンが議長となった。また1941年8月8日にスターリンが最高総司令官に就任し、これにともない司令部もソ連軍最高総司令部（Ставка Верховного Главнокомандования）に再々編された。

## 2022年ロシアのウクライナ侵攻における、ウクライナ・スタフカ
2022年2月24日のロシア軍全面侵攻を受けて、大統領ウォロディミル・ゼレンスキーが同日付で発令した2022年第72号大統領令に基づき、ウクライナ軍最高司令部（ウクライナ語: Ставка Верховного Головнокомандувача）が設立された。
2023年9月8日時点での、最高司令部のメンバーは以下の通り。
- 最高司令官（ウクライナ語版）：ウォロディミル・ゼレンスキー（大統領）
- 最高司令部調整官：オレクシー・ダニーロフ（国家安全保障・国防会議長官）
- 最高司令部メンバー
  - デニス・シュミハリ：首相
  - アンドリー・イェルマーク：大統領府長官（ウクライナ語版）
  - ロマン・マショーヴェツ（ウクライナ語版）：大統領府副長官
  - ルスラン・ステファンチュク：最高議会議長（ウクライナ語版）
  - オレクサンドル・リトビネンコ：対外情報庁長官
  - ヴァシーリー・マリューク：保安庁長官代行
  - セルヒイ・ルード（ウクライナ語版）：国家警護局（ウクライナ語版）局長
  - ユーリー・シュチホル（ウクライナ語版）：国家特殊通信庁（ウクライナ語版）長官
  - ルステム・ウメロウ：国防大臣
  - オレクサンドル・パヴリュク：第一国防次官
  - ヴァレリー・ザルジニー：軍総司令官
  - キリーロ・ブダノフ：国防省情報総局局長
  - マキシム・ミルゴロドスキー：空中機動軍司令官
  - ヴィークトル・ホレンコ：特殊作戦軍司令官
  - イーホル・タンチューラ：領土防衛隊司令官
  - イゴール・クリメンコ：内務大臣
  - オレクサンドル・ピブネンコ：国家親衛隊司令官
  - セルヒー・デイネコ：国境警備隊司令官
  - セルヒイ・クルーク（ウクライナ語版）：非常事態庁長官
  - ドミトロ・クレーバ：外務大臣
  - オレクサンドル・カムイシン（ウクライナ語版）：戦略産業大臣（ウクライナ語版）兼ウクライナ鉄道CEO。
  - オレクサンドル・クブラコフ（ウクライナ語版）：社会基盤大臣（ウクライナ語版）